# Moto Guzzi Galletto
Il Galletto è uno scooter costruito dalla Moto Guzzi tra il 1950 e il 1966.

## Storia
Il Galletto nacque dal progetto del fondatore della Casa Carlo Guzzi, che decise di combinare i vantaggi di una moto a ruote alte con quelli di uno scooter, eliminando gli inconvenienti di entrambi: il mezzo forniva infatti protezione al guidatore, facilità di utilizzo, disponibilità di una ruota di scorta (montata tra la ruota anteriore e la parte frontale del telaio anche se considerata un accessorio da acquistare a parte) tipici di uno scooter uniti alle prestazioni, al comfort e alla tenuta di strada di una motocicletta.
L'evoluzione della motocicletta fu frutto di una gestazione avviata già verso il 1947: a quest'anno risalgono i primi esperimenti in Moto Guzzi di un veicolo con le caratteristiche del Galletto, ma sviluppato in 125 centimetri cubici.
Il prototipo fu presentato al Salone di Ginevra 1950 e riscosse subito un notevole successo, grazie alle sue doti di comfort e resistenza. Presentato con un motore di 150 cm³, entrò in commercio qualche tempo dopo con un motore portato a 160 cm³.
Al Salone di Milano 1952 fu presentata una versione rivista del Galletto, con motore portato a 175 cm³ (7 CV, 85 km/h) con cambio a quattro marce dotato di impianto elettrico con funzione di emergenza in caso di guasto della batteria. All'inizio del 1954 il motore fu ulteriormente maggiorato, arrivando a 192 cm³ (7,5 CV) e acquisendo l'alimentazione elettrica fornita da una dinamo da 6 Volt.
Nel 1956, dal motore del Galletto, fu sviluppato e messo in commercio il motocarro Ercolino.
L'ultima versione del Galletto risale al 1961, riconoscibile per varie modifiche estetiche (avantreno, manubrio, parafango posteriore, sella) e meccaniche, di cui la più importante fu l'applicazione dell'avviamento elettrico.
Con il passaggio di proprietà della Moto Guzzi dalla famiglia Parodi alla SEIMM venne decisa l'eliminazione di tutti i modelli ritenuti obsoleti o poco redditizi, tra cui anche il Galletto, uscito di produzione nel 1966.

## Descrizione

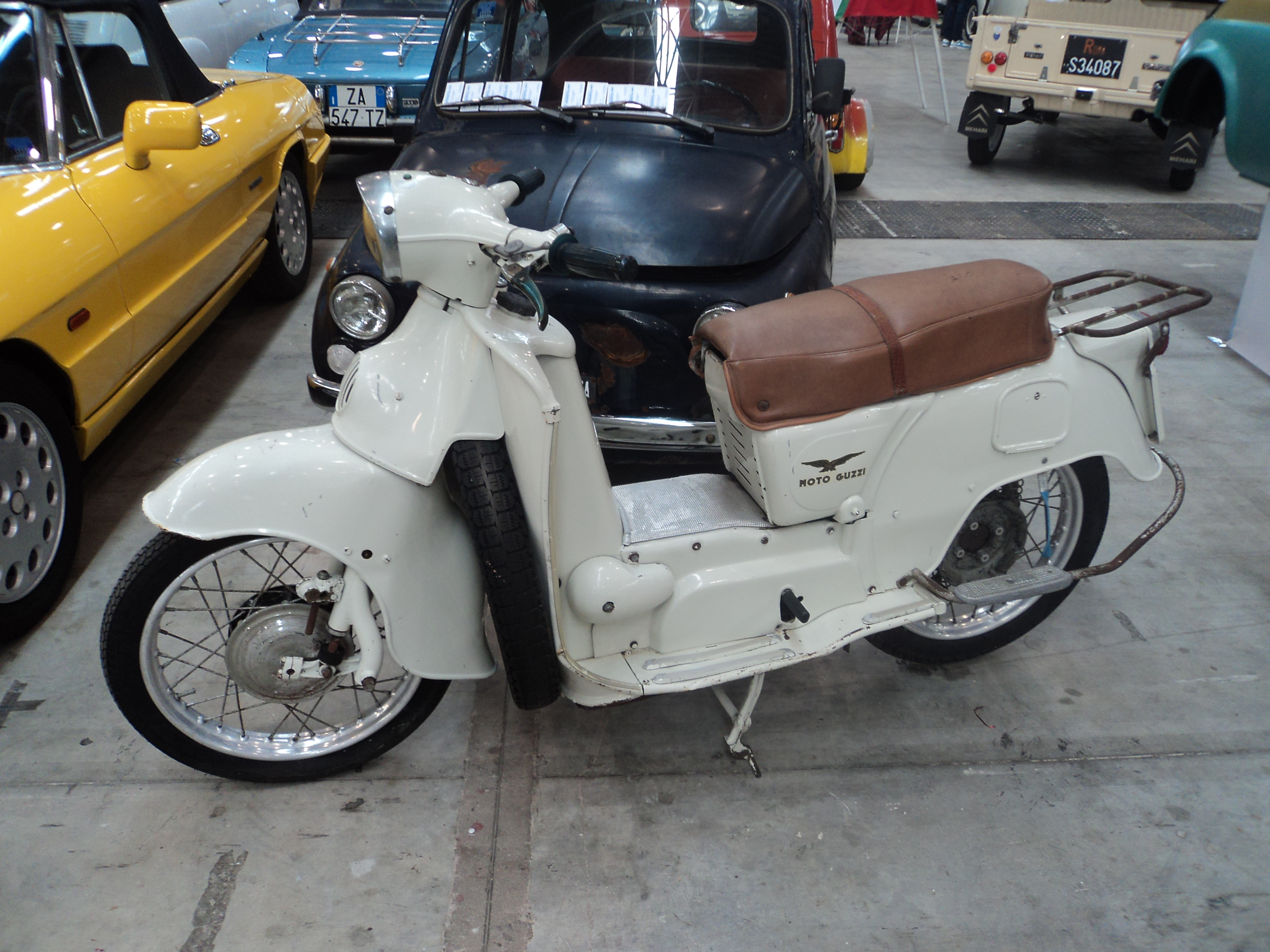
Il "Galletto" con avviamento elettrico

Lo scooter vantava delle caratteristiche ruote alte, da 2.75-17 (pneumatico anteriore) e da 3.00-17 (pneumatico posteriore), che lo configurarono come l'antenato degli scooter moderni a ruota alta. La ruota posteriore era montata a sbalzo e fissata come nel caso dell'anteriore, da quattro dadi in alluminio.
Era quindi adatto per lunghi viaggi e consentiva di portare carichi piuttosto consistenti senza diminuire le prestazioni. Il serbatoio conteneva 7 l; la velocità massima era di 80 km/h per la prima versione, spinta da un monocilindrico orizzontale con distribuzione ad aste e bilancieri di 159,5 cm³ con cambio a tre rapporti.
L’architettura generale del Galletto fu influenzata in fase di progettazione dalla definizione ufficiale di motoscooter, tratta dal regolamento delle manifestazioni sportive 1949 della Federazione Motociclistica Italiana, che lo definiva come "...un veicolo a motore senza pedali per la propulsione umana, costituito da un telaio aperto, due ruote aventi cerchi di diametro massimo di 17 pollici (432 mm), provvisto o meno di carenatura. L’altezza fra il piano della sella e il punto più alto della parte aperta del telaio, non deve essere inferiore 300 mm".  Questo spiega quindi la scelta del diametro delle ruote del Galletto e la necessità di contenere il motore in quote obbligate che non influenzassero il passo o la larghezza del veicolo.
La risorsa, poi, della ruota di scorta montata davanti allo scudo, anche a protezione delle gambe in caso di urto e la scelta del disporre di una terza gomma in caso di foratura, rappresenta un aspetto evolutivo dello schema tradizionale della motocicletta sino ad allora conosciuta.
Il Galletto, fra le creature più originali di Carlo Guzzi, non solo come aspetto e concezione, era singolare anche come caratteristiche del motore perché non ha un tradizionale albero a gomito, ma la biella lavorava su un volantino a sbalzo ed una corsa molto corta. Per la sua definizione si trasse ispirazione da alcune delle prove fatte con i motori da corsa nel reparto Esperienza della Moto Guzzi.
Il motore del Galletto tenta di risolvere un inconveniente tipico delle moto a motore orizzontale: il grande interasse del telaio che era provocato dalla lunghezza del motore. Tutte le Moto Guzzi, sia da turismo che da corsa, avevano in generale un passo superiore a quello delle analoghe macchine fatte dalla concorrenza.
Questo fatto, non rilevante per le macchine da turismo, poteva costituire un inconveniente per le macchine da corsa, come poteva apparire anche nel caso del Galletto. L'esperienza della Moto Guzzi nel settore delle corse insegnò che non conveniva mai, salvo casi di forza maggiore imposti dall’elevazione del rapporto di compressione, ricorrere a motori a corsa lunga.
Questo spiega, quindi, la scelta di Carlo Guzzi di adottare per il Galletto un rapporto alesaggio/corsa (60x53) pari a 0,885 per 150 centimetri cubici di cilindrata per 6,4 Cavalli Vapore a 5.200 giri, ovvero una potenza per litro pari a CV/l. 42,6.
Nella sua prima versione il motore sviluppava infatti a 1.000 giri una potenza per litro di CV/l. 8,2, con una pressione media effettiva di Kg/cm2 7,4 ed una velocità media del pistone di 9,2 m/sec. Un valore distante dai 23 metri al secondo di velocità lineare delle moto da corsa, ma una garanzia di tenuta sotto sforzo e di costanza di rendimento nel tempo. Appunto il frutto di una sperimentazione nata per le massime prestazioni, ma in seguito passata direttamente alla produzione di serie con l'obiettivo, pienamente raggiunto, della ricerca della massima affidabilità di funzionamento come veniva richiesto al Galletto.
Il Galletto entrò in produzione nella sua veste definitiva da 160 centimetri cubici solo nei primi mesi del 1950.
La prima versione del Galletto, munita di cambio a puntale, è individuata nelle serie che vanno dal numero di telaio-motore 15310000 al numero 15312000. In tutto sono stati prodotti circa duemila esemplari. La classificazione che segue è data e tratta dal sito https://guzzigalletto.blogspot.it che da tempo rappresenta un punto di riferimento per i collezionisti. 
- Il Galletto 160 Primo Tipo è caratterizzato dal cambio a caduta, detto ‘a puntale’, con la possibilità di montare la leva del cambio a mano sul fianco della trave principale del telaio (dalla matricola 15310000 al numero 15312000).
- Il Galletto 160 Secondo Tipo è distinguibile per il montaggio della leva del cambio a bilanciere in abbinamento al cruscotto quadrato nero (il cosiddetto ‘Calimero’). La serie va dal numero 15312001 al 16330200 con alcuni salti di matricola.
- Il Galletto 160 Terzo Tipo si contraddistingue per la modifica della sagoma del cruscotto e dei paragambe (dalla matricola 16330201 alla matricola 19301000), che fu presentato alla "XXIX Esposizione Internazionale del Ciclo e Motociclo di Milano" del 12 gennaio 1952 (anche se il salone era l’edizione del 1951, n.d.a.), ma con pezzi comuni documentati sino al numero 21310500 (che è già una matricola della serie del 175) e conseguentemente per la forma generale più arrotondata ed il cruscotto color beige.
- Il Galletto 160 Quarto Tipo è stato prodotto a partire dalla matricola 17320375, dotando il veicolo non solo di un faro da 150 mm, ma anche di un telaio con gli attacchi più larghi per accogliere il nuovo faro che troveremo poi montato sul 175 cc.
- Il Galletto 175  nasce come diretta evoluzione del Galletto 160 Quarto Tipo, nel quale aveva adottato una serie di correttivi al 160 cc consolidatosi nel 1952. La nuova versione fu presentata alla "Trentesima Esposizione del ciclo e motociclo" organizzata dall’A.N.C.M.A. a Milano, dal 29 novembre all'8 dicembre 1952. In tutto ne sono stati prodotti 8.660 esemplari, con matricole che vanno dal numero 20310001 al 22321150,con vari salti nelle serie.
- Il Galletto 192  appare nei primi mesi del 1954: l’omologazione venne concessa il 13 maggio 1954. Il veicolo, con l’introduzione dell’avviamento a dinamotore, sarà poi oggetto di una nuova omologazione il 6 agosto 1960. La numerazione degli esemplari prodotti va da GAA00 a GRM99. Compresi gli esemplari della versione ad avviamento elettrico, della versione da 192 cc sono state prodotte 40.250 unità.

In totale furono costruiti 71.060 esemplari del "Galletto", compresi i 5 esemplari pre-serie con motore da 150 cc.
Pochi i difetti riconosciuti nelle serie: tutti i modelli sono afflitti dal problema della tenuta della valvola di mandata dell'olio a caduta nel motore. Trafilaggi anche minimi nel tempo portano a copiose perdite di lubrificante se il veicolo non viene usato almeno settimanalmente. Per questo si è diffuso come accessorio un rubinetto di after market da montare sulla condotta di mandata dell'olio. Le versioni da 175 cc lamentarono problemi elettrici al raddrizzatore al selenio. Il 192 cc ebbe qualche difficoltà di tenuta della carica della batteria mentre la versione ad avviamento elettrico da 12 volt, priva di leva di avviamento a pedale, necessita di una batteria munita di una buona carica. Ormai scarsa la reperibilità di ricambi originali anche se pezzi usati si trovano sul mercato del collezionismo e nei mercatini.